# 華亭寺
華亭寺（かていじ）は、中華人民共和国雲南省昆明市西山区にある潙仰宗の寺院。

## 歴史
元の延祐7年（1320年）、雄辯法師の弟子の玄通元峰により創建された。当時は円覚寺と称した。明の正統6年（1441年）、英宗から、「華亭寺」の名を賜った。景泰4年（1453年）、景泰帝は太監の黎義を派遣して寺院の修復を主宰した。明代末期、寺院は戦火の中で破壊された。清の康熙26年（1687年）、雲貴総督の王継文が寺院を再建した。咸豊6年（1857年）、回族蜂起で、寺の建物の一部が破壊された。光緒8年（1883年）、寺院が修築された。
1920年、唐継尭は虚雲を招いて寺院に布教し、虚雲は寺院の再建を主宰した。
1970年、蔵経閣は老朽化して解体された。1983年、中華人民共和国国務院は仏寺を漢族地区仏教全国重点寺院に認定した。

## 伽藍
山門、天王殿、大雄宝殿、蔵経閣、祖師殿、方丈室、客堂

## 主な住僧
- 玄通元峰（元）
- 岩棲（清）
- 月谷（清）
- 虚雲（民国）
- 定安（民国）
- 釈修園（中華人民共和国）
- 釈開起（中華人民共和国）
- 釈心明（中華人民共和国）